# Yui Aragaki
Yui Aragaki (新垣結衣, Aragaki Yui) est une idole japonaise, actrice, mannequin, chanteuse, seiyū et occasionnellement animatrice radio, née le 11 juin 1988 à Naha (préfecture d'Okinawa).
Elle est particulièrement connue pour son charme et ses films. Elle est devenue internationalement connue pour la romance Koizora dans le rôle de Mika Tahara avec Haruma Miura et le film Hanamizuki dans le rôle de Sae Hirasawa avec Toma Ikuta.

## Biographie
La carrière de Yui Aragaki a commencé lorsqu'elle est apparue dans le magazine de mode nicola. Sachant que le magazine était à la recherche d'un nouveau visage, sa sœur l'a inscrite à l'audition. Yui Aragaki a remporté le Grand Prix et elle est officiellement devenue une « nicomo » (= ''nicola + model'') ou mannequin exclusif pour nicola. En 2001,
son amie nicomo Ayako Enomoto la surnomme Gakky.
Elle est ensuite apparue dans diverses émissions de variétés et publicités; on se souvient d'elle pour les publicités de Pocky. En 2005, elle est 'diplômée' du magazine et poursuit en jouant dans le drama Dragon Zakura sur TBS avec l'acteur Tomohisa Yamashita et l'actrice Masami Nagasawa, marquant sa percée dans le show business. Depuis Dragon Zakura, Yui Aragaki a joué dans plusieurs dramas comme Gal Circle et My Boss, My Hero. Malgré avoir été 'diplômée' de nicola, elle continue à apparaître occasionnellement dans le magazine. En 2005, elle détient le record de 15 couvertures du magazine.
En 2007, elle joue dans Waruburo avec Shota Matsuda et Yuu Shirota. Elle fait ensuite partie du casting avec Hiroshi Tachi et Shigeaki Kato sur TBS dans le drama Papa to Musume no Nanokakan dans lequel Yui Aragaki joue une lycéenne qui a échangé de corps avec son père, un salaryman d'âge moyen. Plus tard cette année, elle a le rôle principal dans la romance Koizora (Sky of Love) avec Haruma Miura et remporte plusieurs prix, plus particulièrement celui de l’Académie Japonaise. À ce jour, Yui Aragaki a obtenu cinq fois le prix Meilleur espoir de l'année pour les films Waruburo, Tokyo Serependity et Koizora. Son cinquième prix est en l'honneur de son rôle dans le film Koizora qui a remporté 36 684 020 $ au box-office.
Haruma Miura, amour de Yui Aragaki à l'écran dira pendant le gala de la première de leur film Koizora au Japon:

« Si quelqu'un me demande ce que je ressens à propos de Yui Aragaki, je dirais qu'elle est toujours pleine de vie. Je peux certaines fois ressentir la solitude et l'anxiété dans ses expressions, mais son sourire reste toujours contagieux »

— Haruma Miura
À côté de sa carrière d'actrice, elle sort son premier album Sora, et le single "Heavenly Days" est utilisé dans Koizora. "Memories", le thème principal dans Tokyo Serependity a été inclus dans Sora. Elle a aussi chanté sur la scène du Budokan pour un concert gratuit organisé par son label Warner Music Japan. Elle a sorti deux singles en 2008, "Make my Day" et "Akai Ito". "Make my Day" a été utilisé dans le drama Hachi-One Driver sur NHK, tandis que le single "Akai Ito" est une reprise d'une chanson écrite et interprétée par Kobukuro, en commémoration des dix ans du duo dans l'industrie musicale japonaise.
En août 2008, Yui Aragaki joue l'interne Megumi Shiraishi dans le drama médical Code Blue, avec Tomohisa Yamashita et Erika Toda. En même temps, elle interprète le rôle principal Momoyama Momoko dans le film Cheer Cheer Cheer!. Elle apparaît aussi dans Ballad, avec Tsuyoshi Kusanagi, en tant que princesse à l'époque féodale. Elle sort son sixième single Utsushi E en février 2009. Yui Aragaki est animatrice radio pour sa rubrique GIRLS LOCKS! dans le programme SCHOOL OF LOCKS!, avec d'autres jeunes idoles comme Maki Horikita, Chiaki Kuriyama ou encore Nana Eikura. Elle prête aussi sa voix pour des anime et jeux vidéo.

## Dramas
| Année | Titre                           |
| ----- | ------------------------------- |
| 2020  | Doting Parent Youth White Paper |
| 2018  | Weakest Beast                   |
| 2017  | Code Blue 3                     |
| 2017  | Ties: A Miraculous Colt         |
| 2016  | The Full-Time Wife Escapist     |
| 2015  | Okitegami Kyōko no Bibōroku     |
| 2014  | S The Last Policeman            |
| 2013  | Soratobu Kouhoushitsu           |
| 2013  | Legal High Special              |
| 2013  | Legal High 2                    |
| 2012  | Mou Yuukai Nante Shinai         |
| 2012  | Legal High                      |
| 2011  | Zenkai Girl                     |
| 2011  | Ranma ½                         |
| 2010  | Angel Bank                      |
| 2010  | Code Blue 2                     |
| 2009  | Code Blue Special Episode       |
| 2009  | Smile                           |
| 2008  | Code Blue                       |
| 2007  | Papa to Musume no Nanokakan     |
| 2006  | True Love                       |
| 2006  | Kanojo no Koibumi               |
| 2006  | Gal Circle                      |
| 2006  | My Boss, My Hero                |
| 2005  | Sh15uya                         |
| 2005  | Dragon Zakura                   |
| 2005  | Onna no Ichidaiki!              |

## Films
| Année | Titre                                         |
| ----- | --------------------------------------------- |
| 2018  | Code Blue                                     |
| 2017  | Mix                                           |
| 2015  | Kuchibiru ni Uta o                            |
| 2015  | S The Last Policeman - Recovery of Our Future |
| 2014  | Twilight: Saya in Sasara                      |
| 2012  | The Wings of the Kirin                        |
| 2010  | Hanamizuki                                    |
| 2009  | Ballad: Namonaki Koi no Uta (Ballad)          |
| 2008  | Fure Fure Shojo (Cheer Cheer Cheer!)          |
| 2007  | Waruboro                                      |
| 2007  | Koisuru Madori (Tokyo Serendipity)            |
| 2007  | Koizora (Sky of Love)                         |

## Seiyū
| Année | Titre                    | Type      | Personnage      |
| ----- | ------------------------ | --------- | --------------- |
| 2006  | Digimon Data Squad       | Anime     | Yoshino Fujieda |
| 2006  | Digimon World Data Squad | Jeu vidéo | Yoshino Fujieda |
| 2006  | Keroro Gunso             | Anime     | Mirara          |

## Discographie

### Singles
| Date de sortie  | Titre       | Top position et ventes au classement Oricon | Top position et ventes au classement Oricon | Top position et ventes au classement Oricon | Top position et ventes au classement Oricon | Album |
| Date de sortie  | Titre       | Jour                                        | Semaine                                     | Début                                       | Global                                      | Album |
| --------------- | ----------- | ------------------------------------------- | ------------------------------------------- | ------------------------------------------- | ------------------------------------------- | ----- |
| 27 mai 2009     | Utsushi e   | 9                                           | 10                                          | 15,946                                      | 22,048                                      | Hug   |
| 25 février 2009 | Piece       | 6                                           | 7                                           | 18,204                                      | 25,283                                      | Hug   |
| 15 octobre 2008 | Akai Ito    | 1                                           | 3                                           | 34,236                                      | 64,461                                      | Hug   |
| 16 juillet 2008 | Make My Day | 1                                           | 2                                           | 53,471                                      | 85,341                                      | Hug   |

### Albums
| Date de sortie | Titre | Top position et ventes au classement Oricon | Top position et ventes au classement Oricon | Top position et ventes au classement Oricon | Top position et ventes au classement Oricon |
| Date de sortie | Titre | Jour                                        | Semaine                                     | Début                                       | Global                                      |
| -------------- | ----- | ------------------------------------------- | ------------------------------------------- | ------------------------------------------- | ------------------------------------------- |
| 2010/09/22     | Niji  | 2                                           | 4                                           | 19,888                                      | 29,902                                      |
| 2009/06/17     | Hug   | 3                                           | 5                                           | 22,540                                      | 40,704                                      |
| 2007/12/05     | Sora  | 2                                           | 3                                           | 72,879                                      | 133,086                                     |

## Photobooks
- Hanamizuki Official Photostory Book (2010)
- Gekkan Aragaki Yui Special (2010)
- Koisuru Madori (2007)
- Masshiro (2007)
- A Happy New Gakky (2006)
- Chura Chura (2006)

## Publicités
- Toyota - Ractis (2010)
- Tokyo Metro - Tokyoheart (2010)
- Sony Walkman - S series (2009-2010)
- Green Tea - Asahi Soft Drinks (2009-2010)
- Mitsuya Cider - Asahi Soft Drinks (2007)
- Uniqlo (2007)
- Croix rouge japonaise (2007)
- Townwork - Recruit (2006-2007)
- Pocky - Glico (2006-2007)
- Dailies Aqua - Ciba Vision (2006)
- Pantene - Procter & Gamble (2006-current)
- NTT East (2005-2008)
- Senoby - JT Beverage (2005)
- Seika - Meiji (2005)
- Senoby - JT Beverage (2005)
- Daio Paper -  Elleair (2003)

## Récompenses
| 2009 | 61e Television Drama Academy Awards | Meilleure actrice dans un second rôle pour Smile            |
| 2009 | 13e Nikkan Sports Drama Grand Prix  | Meilleure actrice dans un second rôle pour Smile            |
| 2008 | 45e Golden Arrow Award              | Meilleur espoir pour Koizora                                |
| 2008 | 29e Yokohama Film Festival          | Meilleur espoir pour Koizora et Tokyo Serendipity           |
| 2007 | TV Navi Drama Awards                | Meilleur espoir pour Papa to Musume no Nanokakan            |
| 2007 | 50e Blue Ribbon Award               | Meilleur espoir pour Koizora, Tokyo Serendipity et Waruburo |
| 2007 | 20e Nikkan Sports Film Awards       | Meilleur espoir pour Koizora                                |